# Nogometni klub Hrvace
Il Nogometni klub Hrvace, meglio noto come Hrvace, è una società calcistica della città di Ervazza.

## Storia
Il 31 maggio 2025, all'ultima giornata di campionato, battono 0-6 il Jadran Ploče e vincono per la prima volta nella loro storia la 2. NL, ottenendo così la promozione per il campionato cadetto.

## Strutture

### Stadio
Il club disputa le partite casalinghe al Gradski stadion Hrvace che ha una capienza di 2 000 posti.

## Palmarès

### Competizioni nazionali
- Druga nogometna liga: 1

2024-2025
- Treća HNL: 1

2007-2008 (girone Sud)